# Zaitunia schmitzi
Zaitunia schmitzi – gatunek pająka z rodziny Filistatidae.

## Taksonomia
Gatunek ten został opisany w 1911 roku przez Władysława Kulczyńskiego jako Filistata schmitzi. W 1967 roku Pekka T. Lehtinen umieścił go w nowo utworzonym rodzaju Zaitunia jako gatunek typowy. W 2008 roku Sergei Zonstein dokonał redeskrybcji tego gatunku jak i rodzaju.

## Opis

### Samiec
Długość ciała od 2,5 do 3,3 mm, z czego karapaks od 1 do 1,3 mm. U zakonserwowanego okazu barwa karapaksu brązowa z ciemniejszymi krawędziami i guzkiem ocznym, a szczękoczułków i sternum brązowa. Sternum prawie okrągłe. Labium 1,1 raza dłuższe niż szersze. Cymbium zwykle z grzbietowo-dystalnym wyrostkiem, czasem jednak ścięte z wyrostkiem nierozwiniętym. Szerokie tępo zakończone tegulum utworzone przez gruby przewód wytryskowy o 4 pełnych zwojach stykających się blisko ze sobą i skręconych spiralnie na zewnątrz. Embolus krótki, przypłaszczony z zakrzywioną blaszką wyrastającą retrolateralnie. Golenie nogogłaszczków prawie równej długości co cymbium i stopa razem wzięte.

### Samica
Długość ciała od 3,8 do 5,9 mm, z czego karapaks od 1,4 do 2 mm. Ubarwiona jak samiec. Sternum prawie okrągłe, 3,4 do 3,5 raza tak długie jak labium które jest 1,2 do 1,3 raza tak długie jak szerokie. Spermateka podzielona przez słabo zesklerotyzowany przewód, Y-kształtna. Grzebień przędny złożone z dwóch przylegających grup po 3-4 duże i zakręcone, blaszkowate szczecinki każda.

## Występowanie
Gatunek występuje w Izraelu i na egipskim półwyspie Synaj.